# Vlag van Lokeren
De vlag van Lokeren is de vlag die sinds 1985 de vlag is van de Belgische stad Lokeren. Het bestaat uit twee zwarte gelijkzijdige driehoeken en twee witte gelijkbenige driehoeken. De zwarte driehoeken staan dus op een wit veld, verticaal gespiegeld tegenover elkaar. In de linker driehoek bevindt zich een raap, die op meerdere vlaggen van steden en gemeenten in het Waasland (of Land van Waas) voorkomt. De vlag heeft een hoogte-breedteverhouding van 2:3.
De kleuren van de vlag zijn afkomstig van de wapens van de voormalige gemeenten Eksaarde en Lokeren, terwijl de raap, afgebeeld in het voormalige wapen van Lokeren, wordt gebruikt in het huidige wapen van Lokeren.
Officieel wordt de vlag beschreven als:
Schuingevierendeeld van wit en van zwart met aan de broekzijde een groen gebladerde witte raap

Wapen van Lokeren
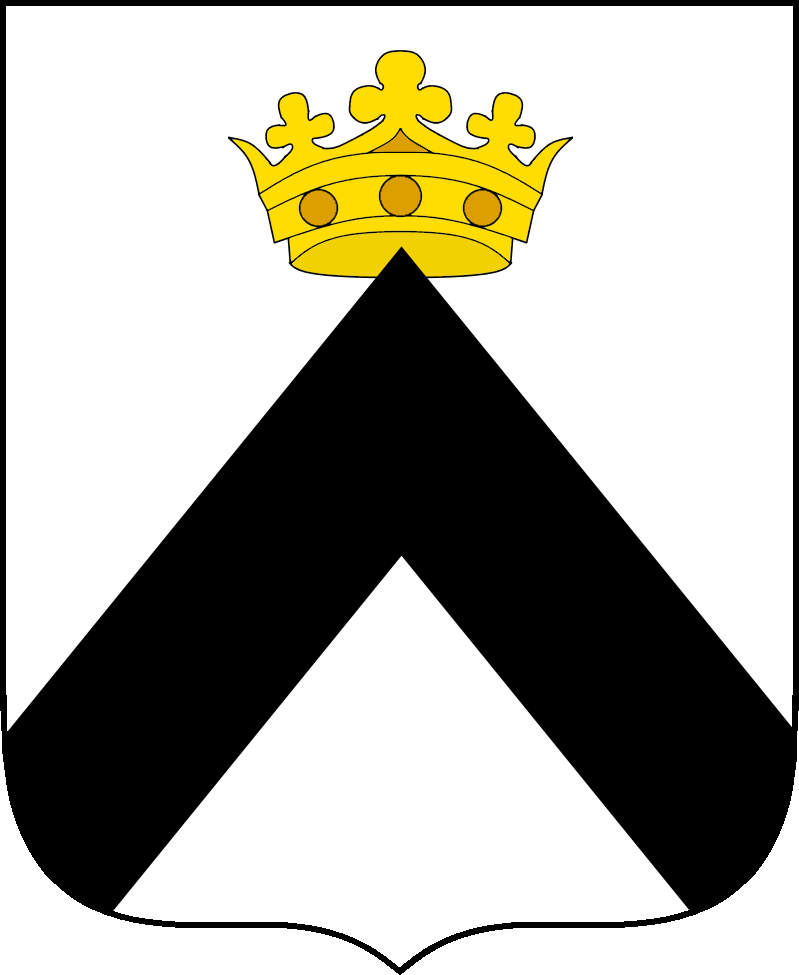
Wapen van Eksaarde

## Geschiedenis
De vlag werd door de gemeenteraad op 29 april 1985 officieel vastgesteld als de gemeentelijke vlag van de Oost-Vlaamse gemeente Lokeren.
Op 10 maart 1986 werd de gemeentelijke vlag roerend erfgoed verklaard door de toenmalige gemeenschapsminister van cultuur, Patrick Dewael, en daarna bevestigd door het Bestuur van Vlaanderen en uiteindelijk gepubliceerd op 8 juli 1986 in het officiële Belgisch Staatsblad.
De gemeentelijke vlag wordt niet veel meer gebruikt in het straatbeeld van Lokeren. In plaats daarvan gebruikt men doorgaans een vlag met het logo van stad Lokeren erop.

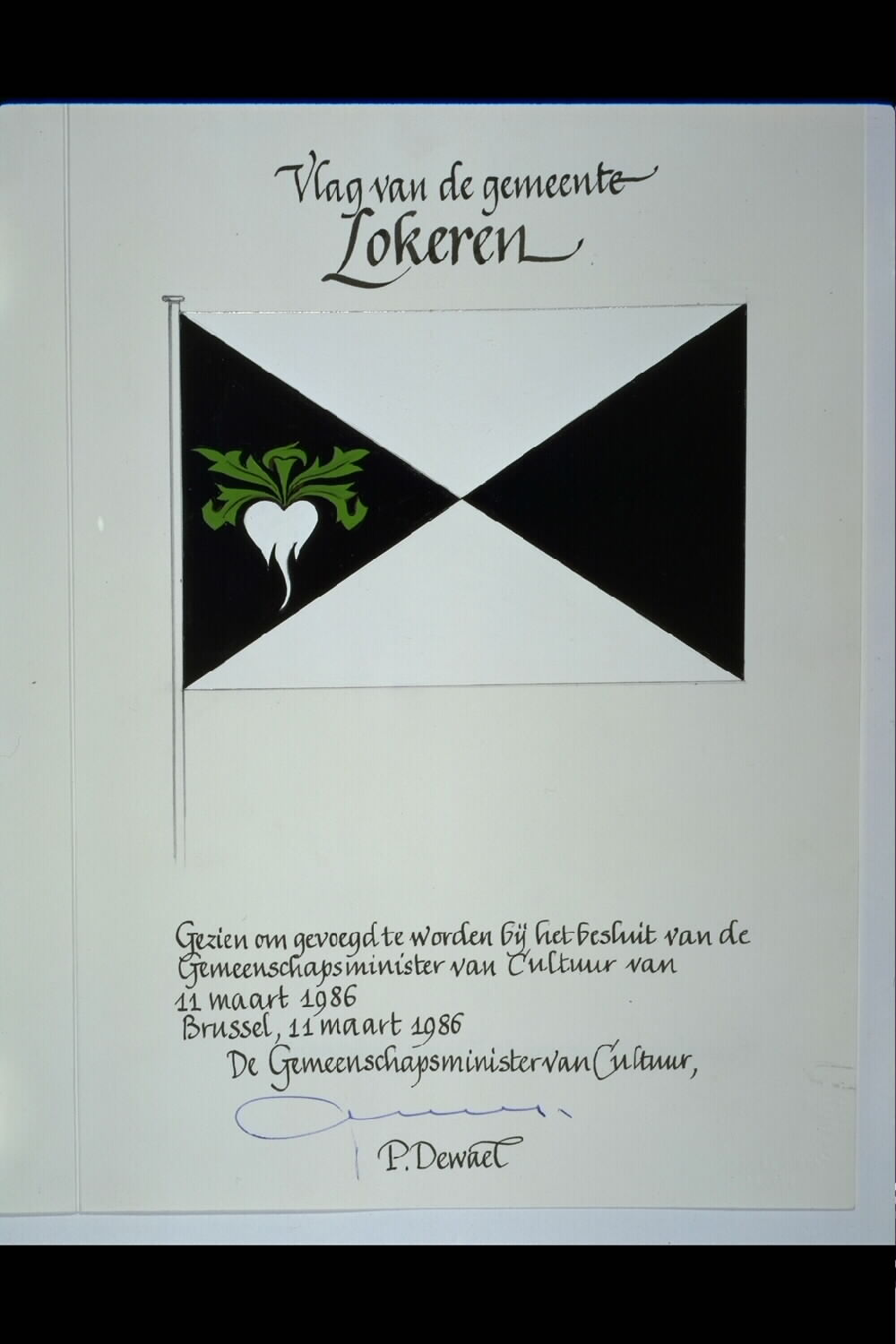
Verklaring tot status roerend erfgoed, getekend door Patrick Dewael